# Guvernul Vlad Filat (1)
Primul guvern Filat a fost un cabinet de miniștri care a guvernat Republica Moldova între 25 septembrie 2009 și 27 decembrie 2010; conform legii a rămas în exercițiu până la învestirea noului guvern, la 14 ianuarie 2011.

## Formarea primului guvern Filat
După demisia guvernului Zinaida Greceanîi (2) la 14 septembrie 2009, Președintele interimar Republicii Moldova, Mihai Ghimpu, a semnat la data de 25 septembrie 2009 un decret privind desemnarea domnului Vladimir Filat în calitate de candidat pentru funcția de Prim-ministru, l-a autorizat să întocmească programul de activitate și lista Guvernului și să le prezinte Parlamentului spre examinare și a adus la cunoștința deputaților, în cadrul ședinței plenare a Parlamentului, avansarea candidaturii Vladimir Filat la postul de Prim-ministru.
La data de 25 septembrie 2009, noul guvern primește votul de încredere acordat de Parlament prin voturile a 53 deputați AIE (din 101 parlamentari). De asemenea a fost aprobat și programul de guvernare. Membrii guvernului au depus jurământul de credință în prezența președintelui interimar Mihai Ghimpu.

## Componența cabinetului
| Minister                                                                 | Nume               | Portret                                                                | Partid      | În funcție din             | Pînă la          |
| ------------------------------------------------------------------------ | ------------------ | ---------------------------------------------------------------------- | ----------- | -------------------------- | ---------------- |
| Prim-ministru                                                            | Vladimir Filat     | Vlad Filat 2010-09-15                                                  | PLDM        | 25 septembrie 2009         | 14 ianuarie 2011 |
| Viceprim-miniștri                                                        |                    |                                                                        |             |                            |                  |
| Viceprim-ministru, Ministru al Afacerilor Externe și Integrării Europene | Iurie Leancă       | Iurie Leancă Senate of Poland                                          | PLDM        | 25 septembrie 2009         | 14 ianuarie 2011 |
| Viceprim-ministru, Ministru al Economiei                                 | Valeriu Lazăr      | Valeriu Lazăr (2015-06-19)                                             | PDM         | 25 septembrie 2009         | 14 ianuarie 2011 |
| Viceprim-ministru pentru Reintegrare                                     | Victor Osipov      | Victor Osipov (2015-08-21)-01                                          | AMN         | 25 septembrie 2009 #FFED00 | 14 ianuarie 2011 |
| Viceprim-ministru pentru Probleme Sociale                                | Ion Negrei         |                                                                        | PL          | 25 septembrie 2009         | 14 ianuarie 2011 |
| Miniștri                                                                 |                    |                                                                        |             |                            |                  |
| Ministrul de Stat                                                        | Victor Bodiu       | Victor Bodiu                                                           | PLDM        | 25 septembrie 2009         | 14 ianuarie 2011 |
| Ministru al Finanțelor                                                   | Veaceslav Negruța  | Veaceslav Negruța (Accent TV video)                                    | PLDM        | 25 septembrie 2009         | 14 ianuarie 2011 |
| Ministru al Dezvoltării Regionale și Construcțiilor                      | Marcel Răducan     |                                                                        | PDM         | 25 septembrie 2009         | 14 ianuarie 2011 |
| Ministru al Agriculturii și Industriei Alimentare                        | Valeriu Cosarciuc  |                                                                        | AMN         | 25 septembrie 2009         | 14 ianuarie 2011 |
| Ministru al Mediului                                                     | Gheorghe Șalaru    | Gheorghe Salaru-IMG 3790                                               | PL          | 25 septembrie 2009         | 14 ianuarie 2011 |
| Ministru al Educației                                                    | Leonid Bujor       | Leonid Bujor (crop)                                                    | AMN         | 25 septembrie 2009         | 14 ianuarie 2011 |
| Ministru al Sănătății                                                    | Vladimir Hotineanu | Vladimir Hotineanu (2015-06-02)                                        | PLDM        | 25 septembrie 2009         | 14 ianuarie 2011 |
| Ministru al Muncii, Protecției Sociale și Familiei                       | Valentina Buliga   | Valentina Buliga (2014-03-11)                                          | PDM         | 25 septembrie 2009         | 14 ianuarie 2011 |
| Ministru al Culturii                                                     | Boris Focșa        |                                                                        | PDM         | 25 septembrie 2009         | 14 ianuarie 2011 |
| Ministru al Transporturilor și Infrastructurii Drumurilor                | Anatol Șalaru      |                                                                        | PL          | 25 septembrie 2009         | 14 ianuarie 2011 |
| Ministru al Justiției                                                    | Alexandru Tănase   | Alexandru Tănase                                                       | PLDM        | 25 septembrie 2009         | 14 ianuarie 2011 |
| Ministru al Afacerilor Interne                                           | Victor Catan       | VictorCatan8333                                                        | PLDM        | 25 septembrie 2009         | 14 ianuarie 2011 |
| Ministru al Tehnologiilor Informaționale și Comunicațiilor               | Alexandru Oleinic  | Oleinic Alexandru                                                      | AMN         | 25 septembrie 2009         | 14 ianuarie 2011 |
| Ministru al Apărării                                                     | Vitalie Marinuța   | Vitalie Marinuța                                                       | PL          | 25 septembrie 2009         | 14 ianuarie 2011 |
| Ministru al Tineretului și Sportului                                     | Ion Cebanu         | Ion Cebanu                                                             | PL          | 25 septembrie 2009         | 14 ianuarie 2011 |
| Membri ex-officio                                                        |                    |                                                                        |             |                            |                  |
| Președinte al Academiei de Științe a Moldovei                            | Gheorghe Duca      | Flickr - Ion Chibzii - The president of Academy of Sciences of Moldova | Independent | 25 septembrie 2009         | 14 ianuarie 2011 |
| Guvernator (Bașcan) al UTA Găgăuzia                                      | Mihail Formuzal    | Михаил Формузал                                                        | PRM         | 25 septembrie 2009         | 14 ianuarie 2011 |

## Legături externe
- Guvernul Filat - 1 Arhivat în 24 iunie 2015, la Wayback Machine. pe interese.md

| Precedat(ă) de: Guvernul Zinaida Greceanîi (2) | Guvernul Vlad Filat (1) 25 septembrie 2009 - 27 decembrie 2010 | Succedat(ă) de: Guvernul Vlad Filat (2) |